# Gasoline (canción de The Weeknd)
«Gasoline» es una canción del cantautor canadiense The Weeknd. Fue lanzada como segunda pista de su quinto álbum de estudio, Dawn FM, el 7 de enero de 2022. Una pista de synth-pop y new wave, la canción fue escrita por The Weeknd, OPN y Matt Cohn, y producida por los tres junto con Max Martin y Oscar Holter.

## Antecedentes y promoción
El nombre de la canción se reveló por primera vez el 5 de enero de 2022, cuando el cantante canadiense The Weeknd publicó la lista de canciones del álbum principal de la canción, Dawn FM (2022). Se anunció un vídeo musical de la canción el 10 de enero de 2022 y luego se lanzó al día siguiente, el 11 de enero de 2022.
Originalmente, la canción estaba destinada a ser lanzada en la radio de éxito contemporáneo de EE. UU. a través de XO y Republic Records el 18 de enero de 2022, como el tercer sencillo del álbum, pero su lanzamiento fue cancelado.

## Letra y composición
«Gasoline» ha sido descrita como una canción de synth-pop y new wave donde The Weeknd canta sobre una relación desequilibrada con una mujer que es su muleta y sistema de apoyo para sus problemas de drogas.

## Recepción crítica
La canción recibió elogios de la crítica, destacándose por su producción, melodías y la voz de The Weeknd. Craig Jenkins de Vulture hizo comparaciones de las afectaciones vocales y la programación de batería de la canción con la escena del pop rap de los años 80 del Reino Unido.

## Vídeo musical
El 11 de enero de 2022 se lanzó un vídeo musical de «Gasoline». Fue dirigido por Matilda Finn con imágenes del director de fotografía Jon Chema y amplía el arco de la historia presentado en las imágenes anteriores publicadas para el álbum.
El clip comienza con una versión anterior de Weeknd que sufre un accidente automovilístico y luego termina en un club nocturno donde encuentra una versión más joven divirtiéndose en la pista de baile. Esta versión más joven de sí mismo camina por el club y ve versiones corruptas de otros bailarines. Durante esto, la versión más joven de Weeknd se ve a sí mismo y comienza a ir directamente hacia él. El clip luego concluye con la versión más joven de Weeknd golpeando brutalmente a su yo mayor, presumiblemente hasta la muerte.